# Roberto Cazzolla Gatti
Roberto Cazzolla Gatti (Noci, 11 febbraio 1984) è un ecologo e docente italiano.
Evoluzionista e studioso della biodiversità, è professore associato presso l'Università di Bologna. La sua ricerca interdisciplinare s’interessa delle differenti sfumature della Diversità e Conservazione Biologica (vegetale, animale, microbica ed ecosistemica) e della Protezione ambientale globale ponendosi, pertanto, all’interfaccia tra evoluzione, macroecologia, biogeografia ed ecologia comportamentale. 
Nel 2018 è stato incluso tra i 105 visionari interdisciplinari “smart thinkers” mondiali dal magazine americano “Motherboard” del gruppo editoriale Vice.
Nel tempo libero, scrive libri e articoli scientifici divulgativi, dipinge acquerelli naturalistici e lavora, inoltre, come fotografo naturalista e documentarista freelance.

## Biografia
Professore associato di Biologia della Conservazione e Biodiversità all’Alma Mater Studiorum – Università di Bologna, dov’è anche membro del BIOME – Biodiversity and Macroecology Lab.
Dal 2015 al 2021, è stato Professore associato presso l’Istituto di Biologia e Direttore e coordinatore scientifico del Master (Laurea Magistrale) in Biodiversità della Tomsk State University (TSU), in Russia.
In parallelo alla sua cattedra in Russia: nel 2021 è stato, per un semestre, anche Professore associato presso il Politecnico UniLaSalle di Rouen, in Francia; nel 2020-2021 ha ricevuto la prestigiosa Senior Research Fellowship del Konrad Lorenz Institute for Evolution and Cognition, in Austria; nel 2018-2019 ha anche lavorato come Ricercatore associato presso il Dipartimento di Scienze Naturali e Forestali della Purdue University negli USA; e nell’estate 2019 è stato Visiting Professor della Beijing Forestry University in China per insegnare Biodiversità a dottorandi internazionali.
Si è laureato in Biologia Ambientale ed Evolutiva presso l'Università degli Studi di Bari, Italia. Ha conseguito un dottorato in Ecologia Forestale presso l'Università della Tuscia a Viterbo (Italia) studiando le foreste tropicali africane e la loro biodiversità. Ha inoltre conseguito un Master di II livello (Hons) in Politiche Internazionale e Protezione dell'Ambiente Globale presso l'Università degli Studi della Tuscia. Ha frequentato la scuola di specializzazione in "Biodiversity and ecosystem services" del Potsdam Institute for Climate Impact Research (PIK), Germania, con formazione a Peyresq, Alpi dell'Alta Provenza, in Francia. È stato per molti anni consulente scientifico del World Wide Fund for Nature (WWF) Italia e dell'Organizzazione delle Nazioni Unite per l'Alimentazione e l'Agricoltura (FAO). È membro della CEM (Commission on Ecosystem Management), della SSC (Species Survival Commission) e della WCPA (World Commission on Protected Areas) della IUCN (International Union for Conservation of Nature) e della Society for Conservation Biology (SCB) di cui ha contribuito a fondare il chapter italiano.

## Ricerca scientifica
Oltre ad aver condotto studi sul campo in varie parti del mondo pubblicando ricerche sulle foreste mondiali e sull'impatto ambientale dell'olio di palma in Indonesia, degli incendi e del taglio illegale di alberi in Siberia, della deforestazione in Africa e in Sudamerica e dei cambiamenti climatici nell'Artico, sulle alte montagne in Russia, negli ecosistemi di mangrovie in India, è noto per aver sostenuto che la biodiversità è un processo autocatalitico, ecologico ed evolutivo e per aver fornito prove dell’autoconsapevolezza animale con un test olfattivo di cognizione.
Ha proposto che “la vita genera vita" e che la diversità delle specie sulla Terra si autoalimenta.
Ha inoltre suggerito diverse ipotesi e teorie innovative in ecologia ed evoluzione, come l’origine endogenosimbiotica della biodiversità, il rapporto tra altezza della canopea forestale e biodiversità, la coesistenza delle specie per "evitamento della competizione" e la natura frattale del gradiente di latitudinale della biodiversità. 
Si oppone fermamente al fatto che la competizione sia considerata il principale motore dell'evoluzione e sostiene una riconsiderazione dell'importanza delle relazioni cooperative/mutualistiche nello spiegare l'esistenza della diversità biologica. Nel 2011 ha proposto la “BNDT” (Biodiversity-related Niches Differentiation Theory), in cui sostiene che il numero di nicchie in un ecosistema dipende dal numero di specie presenti in un dato momento e che le specie stesse consentono l'emergenza delle nicchie in termini di spazio e numero evidenziando la reale importanza della cooperazione e della competizione nell'evoluzione della diversità biologica.
Nel 2017 ha suggerito che Gaia, il nostro pianeta vivente, debba essere considerato un'unità di selezione e possa seguire processi di evoluzione darwiniana. Secondo questa visione, l'uomo potrebbe agire come cellula riproduttiva per diffondere la vita nell'universo.
Nel 2022, lavorando con un team di oltre 150 scienziati da tutto il mondo, ha stimato il numero di specie di alberi esistenti sulla Terra, suggerendo che ne restano ancora da scoprire circa 9000.
Durante la pandemia da COVID-19 ha sostenuto che il virus è stata la conseguenza dell'eccessivo sfruttamento della natura e che soltanto proteggendo la diversità umana e biologica sarà possibile prevenire altre pandemie.
Negli ultimi anni si è occupato di relazione tra salute umana, delle altre specie e degli ecosistemi, pubblicando insieme a colleghi dell'Università di Bari e del CNR, numerose ricerche sull'associazione tra inquinamento ambientale e tumori, SARS-CoV-2, Alzheimer. Nel 2024 ha fondato presso l'Università di Bologna il One Health Artificial Intelligence (OHAI) Research Hub.
Nel 2013 ha scritto il romanzo-saggio "Il paradosso della civiltà". Il libro trae ispirazione dai suoi viaggi nelle regioni tropicali, dagli incontri con i pigmei africani e con la natura selvaggia e racconta gli abusi delle società civilizzate sull'ambiente e sulle popolazioni indigene.

## Opere
- Biodiversità, in teoria e in pratica, LibreriaUniversitaria.it Edizioni, Padova, 420 pp., II ed., 2024
- R. Koopl, R. Cazzolla Gatti et al., Explaining Technology, 75 pp., Cambridge University Press, 2023
- Io sono l'ambiente, LibreriaUniversitaria.it Edizioni, Padova, 2021
- Biodiversity in Time and Space, Nova Science Publishing, New York, 430 pp., 2018
- Animali non umani. Una nuova coscienza: Saggi scelti e racconti , Key Editore, Vicalvi (FR), 154 pp., 2016
- Il paradosso della civiltà, Adda Editore, Bari, 242 pp., 2013
- Ambienti, flora e fauna delle Murge del sud-est, Adda Editore, Bari, 520 p. 2011
- A. P. Andrade, B. F. Herrera, R. Cazzolla Gatti, Building Resilience to Climate Change: Ecosystem-based adaptation and lessons from the field, IUCN, Gland (Svizzera), 164 pp., 2010
- Cina: culla dei panda e dell'Oriente, Villaggio Globale Editore, 83 pp., 76 foto, 2018
- Cina: culla dei panda e dell'Oriente, Villaggio Globale Editore, 83 pp., 76 foto, 2013
- Indonesia, il regno della bellezza, Villaggio Globale Editore, 72 pp., 63 foto, 2013
- India, i colori dell’anima, Villaggio Globale Editore, p. 119, 111 foto, 2013
- Australia, l'enciclopedia della vita, Villaggio Globale Editore, 178 pp., 168 foto, 2014
- Africa, dove popoli e natura s’incontrano, Villaggio Globale Editore, 150 pp., 140 foto, 2014
- Itinerari naturalistici nella Puglia delle Murge. Escursioni e passaggi per Bari e Taranto , 3 volumi, 247 pp., 2013